# Marc Titini (tribú de la plebs)
Marc Titini (en llatí Marcus Titinius) va ser un polític romà dels inicis de la República.
Va ser un dels tribuns de la plebs elegits immediatament després de l'abolició del decemvirat l'any 449 aC.